# Salamis (couraçado)
O Salamis (Σαλαμίς) foi um couraçado encomendado pela Marinha Real Helênica. Sua construção começou em julho de 1913 nos estaleiros da AG Vulcan em Hamburgo e foi lançado ao mar em novembro do ano seguinte, porém nunca foi finalizado. De acordo com seu projeto, seria armado com uma bateria principal composta por oito canhões de 356 milímetros, teria um deslocamento de mais de dezenove mil toneladas e conseguiria alcançar uma velocidade máxima de 23 nós. O navio tinha a intenção de modernizar a frota grega e também responder à uma expansão naval da Marinha Otomana, que tinha antes encomendado a construção de um couraçado moderno de um estaleiro britânico.
O projeto do Salamis começou a ser elaborado em meados de 1911 e foi revisado várias vezes durante seu processo de desenvolvimento, com diferentes estaleiros de vários países apresentando propostas. O início da Primeira Guerra Mundial em 1914 paralisou as obras e o casco incompleto do navio foi usado como alojamento flutuante pelos alemães. Seus canhões tinham originalmente sido encomendados da Bethlehem Steel nos Estados Unidos e foram vendidos para a Marinha Real Britânica, que os usou para armar uma nova classe de monitores. O casco sobreviveu intacto à guerra e foi sujeito a uma longa disputa judicial que por fim deu ganho de causa à AG Vulcan, que o desmontou em 1932.

## Antecedentes
A Guerra Greco-Turca de 1897 mostrou que a Marinha Otomana era incapaz de desafiar o poderio da Marinha Real Helênica pelo controle do Mar Egeu. Consequentemente, o Império Otomano começou um programa de expansão naval que inicialmente reconstruiu vários de seus antigos ironclads em navios mais modernos. Em resposta, o governo da Grécia decidiu em 1905 reconstruir sua frota, que na época era centrada nos três ironclads da Classe Hydra, construídos na década de 1880. A Marinha Real procurou propostas de estaleiros estrangeiros a partir de 1908. Licitações vindas da Vickers do Reino Unido para um pequeno couraçado de 8,1 mil toneladas foram rejeitadas.
Uma mudança constitucional em 1911 permitiu que o governo grego contratasse especialistas estrangeiros, o que levou ao convite para uma missão naval britânica a fim de aconselhar o programa de rearmamento. Foram recomendados dois couraçados de doze mil toneladas e um cruzador blindado grande. A Vickers e Armstrong Whitworth enviaram propostas para os couraçados. O projeto da Vickers era menor e armado com dez canhões de 254 milímetros, enquanto a Armstrong Whitworth propôs uma embarcação maior com armas de 356 milímetros. O governo não levou essas propostas adiante. A Vickers no mesmo ano apresentou pprojetos para navios menores, semelhantes aos de 1908.

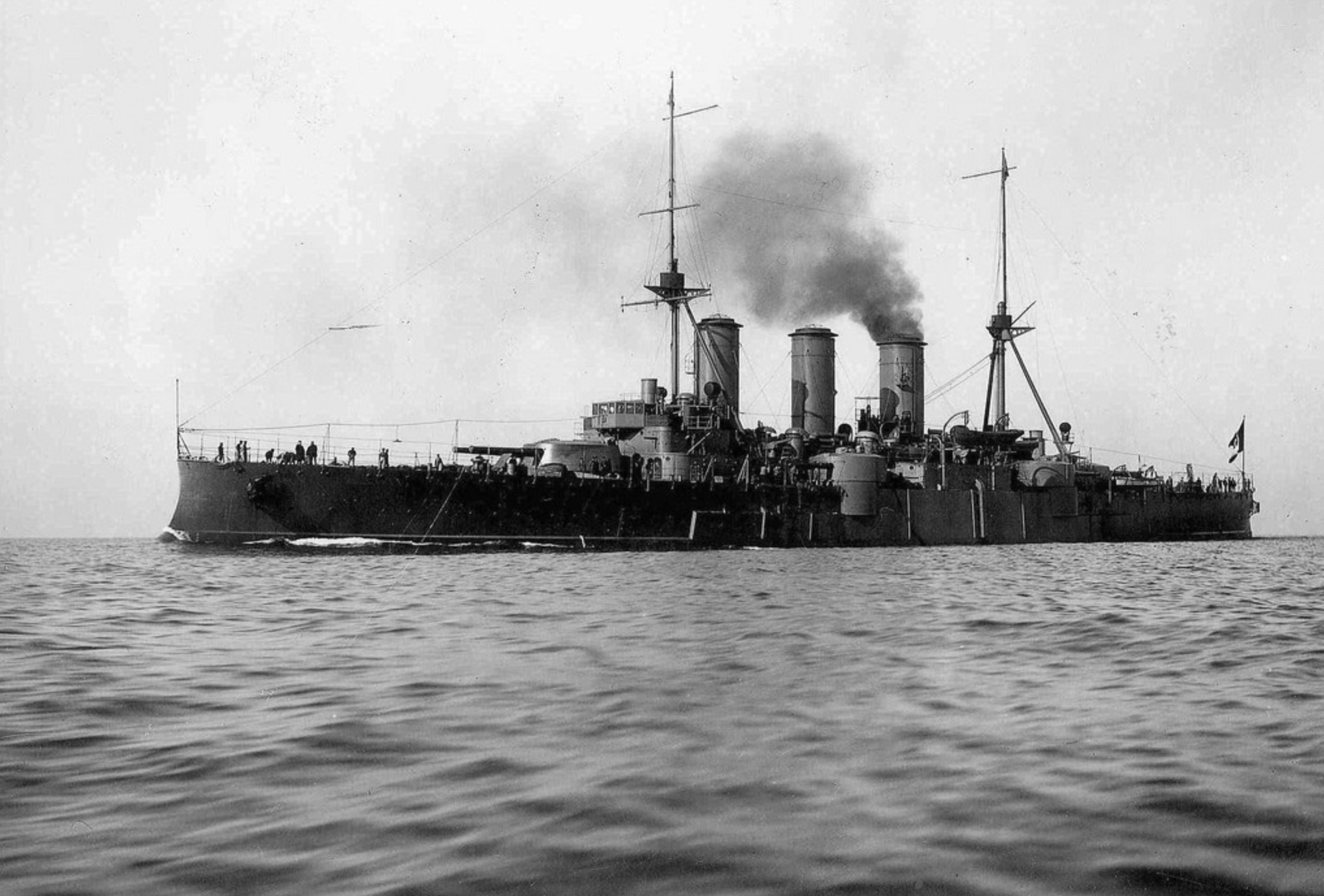
O cruzador Georgios Averof, adquirido em 1909, foi o primeiro componente do programa de rearmamento naval grego

O primeiro passo do programa armamentista grego foi finalizado em outubro de 1909 com a compra do cruzador blindado Georgios Averof, originalmente de construção italiana. Os otomanos por sua vez compraram os antigos couraçados pré-dreadnought alemães SMS Kurfürst Friedrich Wilhelm e SMS Weissenburg, ampliando a corrida armamentista entre os dois países. A Marinha Real tentou comprar dois antigos couraçado franceses, porém a compra fracassou e não foi adiante, assim como uma tentativa para adquirir dois couraçados britânicos. Os gregos então tentaram comprar navios nos Estados Unidos, porém os estadunidenses negaram pelos temores de que o negócio fosse alienar os otomanos, com quem o país tinha um significativo interesse industrial e comercial. O Império Otomano encomendou o dreadnought Reşadiye em agosto de 1911 de um estaleiro britânico, ameaçando o controle grego do Egeu. A Grécia enfrentou a escolha de conceder a corrida armamentista ou encomendar navios capitais próprios.
O contra-almirante Lionel Grant Tufnell, o chefe da missão naval britânica na Grécia, defendeu a compra de outro cruzador blindado como o Georgios Averof, junto com outras embarcações menores, além da alocação de fundos para a modernização da base naval em Salamina. Esta proposta tinha o apoio do primeiro-ministro Elefthérios Venizélos, que queria controlar os gastos navais no orçamento de 1912. O plano deu em nada, pois o governo ficou esperando pela chegada de conselheiros britânicos para o projeto de Salamina. A Marinha Real reuniu um comitê no início de 1912 encarregado de adquirir um navio capital para fazer frente ao Reşadiye, inicialmente foi concebido como um cruzador de batalha. O novo navio teria um deslocamento limitado a treze mil toneladas, pois era o máximo que a doca flutuante de Pireu poderia acomodar. O programa foi finalizado em março e os gregos também abriram licitações para contratorpedeiros, barcos torpedeiros, submarinos e um navio depósito para apoiar o cruzador de batalha.
Dez estaleiros britânicos, quatro franceses, três alemães, três estadunidenses, dois italianos e um austro-húngaro apresentaram propostas para esses contratos, com a Vickers e a Armstrong Whitworth enviando os mesmos projetos de 1911. Tufnell fazia parte do comitê supervisionando o processo, mas descobriu que os gregos tinham uma grande oposição sobre os projetos britânicos. A Vickers deixou competição, enquanto o custo da proposta da Armstrong Whitworth era muito mais elevado do que dos outros. Os britânicos ainda assim tinham esperanças de conseguir os contratos pela relação entre as marinhas dos dois países, algo refletido pelo número de oficiais britânicos que tinham sido contratados pela Marinha Real Helênica naqueles últimos anos. Por outro lado, os estaleiros franceses reclamaram que os britânicos estavam se beneficiando injustamente da presença de sua missão naval. A Marinha Real decidiu que o projeto de casco da Vickers era o melhor, porém as armas, munição e blindagem estadunidenses eram superiores.  Nenhum dos países conseguiu os contratos, pois negociações entre Venizélos e o embaixador alemão garantiram os contratos para a Alemanha.
A Marinha Real selecionou em junho de 1912 propostas da alemã AG Vulcan para dois contratorpedeiros e seis barcos torpedeiros que seriam finalizados em apenas três a quatro meses. Este prazo excecionalmente curto foi alcançado com a ajuda da Marinha Imperial Alemã, que permitiu que os gregos adquirissem navios alemães em construção. O preço do contrato era evidentemente baixo, pois um estaleiro britânico chegou a afirmar que não conseguiam entender como a AG Vulcan seria capaz de ter lucro. Um mês depois a Grécia selecionou a AG Vulcan novamente para a construção de seu cruzador de batalha, mas sua blindagem e armamentos viriam da Bethlehem Steel nos Estados Unidos. Estaleiros britânicos ficaram novamente furiosos, mais uma vez alegando que seria impossível para a AG Vulcan conseguir lucro com o contrato, concluindo que o governo alemão estava subsidiando a compra para conseguir se estabelecer no mercado da construção naval. Os gregos, por sua vez, alegaram que os fabricantes britânicos estavam conspirando para manter altos os preços das placas de blindagem e que foram capazes de abaixar os preços encomendando a blindagem nos Estados Unidos.

## Desenvolvimento
O projeto inicial do Salamis tinha 140 metros de comprimento de fora a fora, boca de 22 metros, calado de 7,3 metros e um deslocamento de 13,7 mil toneladas. O navio foi projetado com duas turbinas a vapor de 26 mil cavalos-vapor (19,1 mil quilowatts) de potência e velocidade máxima de 21 nós (39 quilômetros por hora). O armamento seria de seis canhões de 356 milímetros em três torres de artilharia duplas na linha central, uma na proa, uma na popa e uma à meia-nau, com seis canhões de 152 milímetros, oito de 76 milímetros, quatro de 47 milímetros e dois tubos de torpedo de 450 milímetros.
Houve várias revisões no projeto. A Marinha Real começou esforços sérios para se fortalecer em meados de 1912, enquanto cresciam as tensões que levariam à Primeira Guerra Balcânica. Ela queria apenas pequenas alterações no projeto em agosto, porém as primeiras operações na guerra convenceram o comando naval sobre as vantagens advindas de um navio maior. Tufnell sugeriu um motivo diferente para as alterações, acusando os alemães de terem oferecido um projeto barato e inseguro para o mar, conseguido o contrato e então pressionado os gregos por um projeto mais caro e prático.
Existia também a possibilidade de que couraçados da corrida armamentista naval da América do Sul fossem colocados a venda, uma perspectiva que interessava gregos e otomanos. Dois couraçados já tinham sido completados para o Brasil, com um terceiro em construção no Reino Unido. Outros dois estavam em construção para a Argentina nos Estados Unidos. Segundo o historiador Paul G. Halpern, "a repentina aquisição por uma única potência de todos ou mesmo alguns desses navios poderia ter sido o suficiente para desequilibrar uma delicada balança de poder tal qual aquela que prevalecia no Mediterrâneo". Os dois países tinham interesse nos navios argentinos, com Venizélos tendo tentado comprar um dos couraçados da Classe Rivadavia enquanto ainda estava em construção como uma alternativa para um reprojeto do Salamis, algo que acabou adiando sua finalização.
O governo argentino se recusou a vender o navio e assim Venizélos concordou em modificar o projeto do Salamis, com um comitê especial sendo criado para essa revisão e que incluía oficiais navais gregos e britânicos. O comitê era a favor de um projeto com deslocamento de 16,8 mil toneladas, porém Hubert Searle Cardale, o único membro da missão naval que estava na lista ativa da Marinha Real Britânica, propôs um aumento para 19,8 mil toneladas, argumentando que este aumento permitiria uma embarcação muito mais poderosa. Venizélos aprovou o aumento para 16,8 mil toneladas, mas foi contra quaisquer outros aumentos. Lambrós Koromilas, o Ministro das Relações Exteriores, e Nikólaos Strátos, o Presidente do Parlamento, conspiraram para que a proposta de 19,8 mil toneladas fosse adotada enquanto Venizélos estava comparecendo à conferência do Tratado de Londres. Koromilas e Strátos enganaram o resto do gabinete sobre a real opinião do primeiro-ministro e conseguiram sua aprovação para o contrato.
A proposta de 19,8 mil toneladas defendida por Koromilas e Strátos foi oficialmente adotada em 23 de dezembro de 1912. As mudanças mais significativas foram um aumento de cinquenta por cento no deslocamento, a adição de uma quarta torre de artilharia dupla e o arranjo da bateria em duas torres nà vante e duas torres à ré, em ambos os casos com uma sobreposta a outra. O navio seria entregue para a Marinha Real em março de 1915 ao custo de 1,693 milhões de libras esterlinas. M. K. Barnett, escrevendo contemporaneamente para a revista Scientific American, comentou que a embarcação "não estabelece qualquer avanço em particular no projeto de navios de guerra, sendo, em vez disso, um esforço para combinar as maiores qualidades defensivas e ofensivas ao menor custo". Por outro lado, o Journal of the American Society of Naval Engineers acreditou que o Salamis tinha sido projetado para velocidade e poder de fogo em detrimento de blindagem. Venizélos tentou cancelar o novo contrato assim que retornou para a Grécia, porém a AG Vulcan negou, comentando que "Primeiros-ministros sobem e caem do poder e a influência de Venizélos não será duradoura". A encomenda do Salamis, que era chamado tanto de couraçado quanto de cruzador de batalha, fez da Grécia o décimo quarto e último país a encomendar um navio no estilo dreadnought.
As modificações do projeto ocorreram sobre as objeções dos britânicos, incluindo do contra-almirante Mark Kerr e do príncipe Luís de Battenberg, o novo chefe da missão naval britânica na Grécia. Luís escreveu que compra de navios capitais modernos pelos gregos seria "indesejável de todos os pontos de vista", pois as finanças do país não conseguiriam mantê-los e o poder cada vez maior de torpedos estava fazendo embarcações menores mais perigosas. Kerr, de forma semelhante, sugeriu a Venizélos que uma frota construída ao redor de navios menores seria mais adequada para o apertado Mar Egeu. Opondo-se fortemente a essas opiniões estavam a Marinha Real e o rei Constantino I, ambos os quais desejavam uma frota de batalha regular, pois acreditavam que era o único modo de garantir a superioridade naval da Grécia sobre o Império Otomano.

## Projeto

### Características
O Salamis teria 173,71 metros de comprimento da linha de flutuação com um convés principal único indo desde a proa até a popa, boca de 25 metros e calado de 7,6 metros. O navio foi projetado para ter um deslocamento de 19,8 mil toneladas e teria sido equipado com dois mastros de tripé. Seu sistema de propulsão seria de três turbinas a vapor AEG, cada uma girando uma hélice, com o vapor necessário sendo proporcionado por dezoito caldeiras Yarrow a carvão. As caldeiras teriam sido conectadas a duas chaminés bem espaçadas. Esse maquinário proporcionaria ao Salamis 40,8 mil cavalos-vapor (trinta mil quilowatts) de potência e uma velocidade máxima de 23 nós (43 quilômetros por hora). Essa velocidade seria significativamente mais elevada que a maioria dos couraçados contemporâneos, que alcançavam 21 nós (39 quilômetros por hora), o que contribuiu para sua classificação como cruzador de batalha. Um grande guindaste seria instalado entre as chaminés para lidar com os botes.

### Armamento

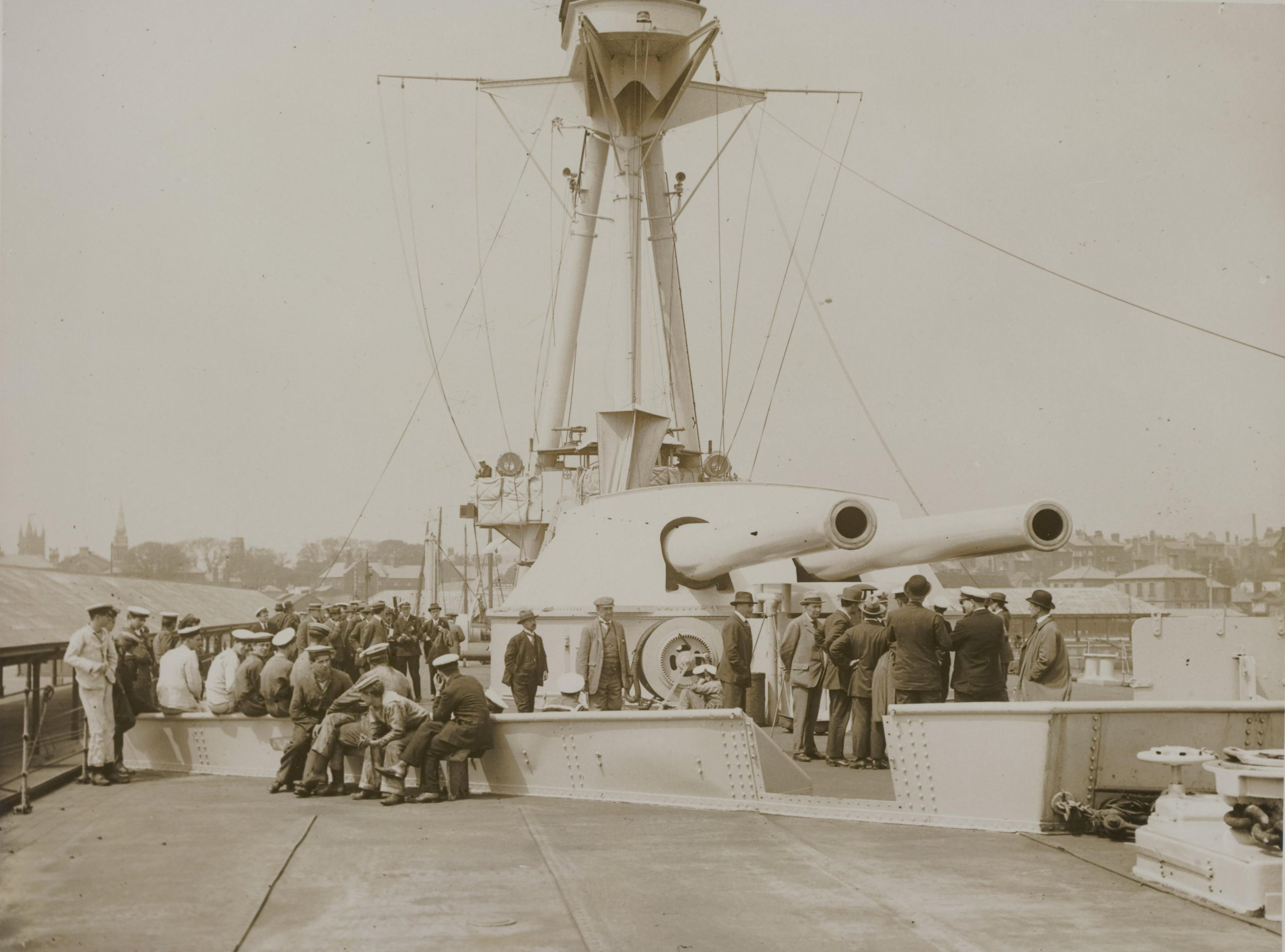
Uma das torres de 356 milímetros que seriam do Salamis montada em um dos monitores da Classe Abercrombie

O armamento principal do couraçado seria de oito canhões calibre 45 de 356 milímetros montados em quatro torres de artilharia duplas, todas as quais foram construídas pela Bethlehem Steel. Duas torres ficariam instaladas à vante da superestrutura com uma sobreposta a outra, enquanto as outras duas ficariam à ré das chaminés no mesmo arranjo. Essas armas poderiam disparar projéteis perfurantes ou altamente explosivos de 640 quilogramas. Os projéteis teriam uma velocidade de saída de 780 metros por segundo. Essas armas mostraram-se bem resistentes ao desgaste depois que entraram no serviço britânico, porém sofriam de um decaimento significativo após aproximadamente 250 disparos, o que contribuía para uma precisão ruim depois de longo uso. As torres que acomodariam os canhões poderiam abaixá-los até cinco graus negativos e elevar até quinze graus, sendo operadas eletricamente.
Há discordâncias sobre como seria a composição da bateria secundária. Segundo o historiador Andrzej V. Mach, a bateria seria formada por doze canhões calibre 50 de 152 milímetros, também fabricados pela Bethlehem Steel, montados em casamatas à meia-nau, seis de cada lado. Essas armas disparariam projéteis de 48 quilogramas a uma velocidade de saída 853 metros por segundo. Segundo o historiador Norman Friedman, seis desses canhões foram vendidos para o Reino Unido depois do início da Primeira Guerra Mundial, sendo usados para fortalecer Scapa Flow, a principal base da Grande Frota. Entretanto, segundo o historiador Anthony Preston, o Salamis teria sido armado com doze canhões de 140 milímetros encomendados na britânica Coventry Ordnance Works. O armamento secundário seria complementado com doze canhões de disparo rápido de 75 milímetros também em casamatas, além de cinco tubos de torpedo submersos de 500 milímetros.

### Blindagem
O Salamis teria um cinturão blindado de 250 milímetros de espessura na parte central do navio, onde protegeria as áreas mais críticas, como depósitos de munição e salas de máquinas. O cinturão diminuiria de espessura nas extremidades além das torres de artilharia principais, ficando com 98 milímetros; a altura do cinturão também diminuiria nessas áreas. O convés blindado principal teria 73 milímetros de espessura na parte central da embarcação, assim como o cinturão principal, enquanto sobre áreas menos importantes sua espessura diminuiria para 38 milímetros. As torres de artilharia principais seriam protegidas por placas de 250 milímetros na frente e nas laterais, enquanto suas respectivas barbetas teriam sido protegidas pela mesma espessura. A torre de comando teria uma blindagem mais fina, com uma proteção de apenas 32 milímetros.

## História
O batimento de quilha do Salamis ocorreu em 23 de julho de 1913 no estaleiro da AG Vulcan em Hamburgo. Entretanto, o equilíbrio de poder naval no Egeu mudou rapidamente. A Marinha do Brasil colocou o Rio de Janeiro, seu terceiro dreadnought, à venda em outubro de 1913. Vários países se interessaram na aquisição desse navio, incluindo Rússia, Itália, Grécia e Império Otomano. Britânicos e franceses também estavam muito envolvidos, dado seus interesses no Mediterrâneo. Os franceses concordaram em novembro em apoiar os gregos com um grande empréstimo como modo de impedir que os italianos adquirissem o couraçado. Além disso, o cônsul geral grego no Reino Unido afirmou que o Banco da Inglaterra estava preparado para adiantar todo o dinheiro necessário para a compra assim que o empréstimo francês estivesse garantido. Esses arranjos demoraram muito tempo e os otomanos acabaram conseguindo comprar o Rio de Janeiro no final de dezembro por meio de um empréstimo particular de um banco francês.
A compra causou pânico na Grécia e o governo pressionou a AG Vulcan para finalizar o Salamis o mais rápido possível, porém ele não poderia ser completado até meados de 1915, época em que o novo couraçado otomano já teria sido entregue. A Grécia então decidiu encomendar um novo dreadnought de um estaleiro francês, que seria construído como uma versão ligeiramente modificada da Classe Bretagne; o batimento do Vasilefs Konstantinos ocorreu em 12 de junho de 1914. Em seguida, os gregos, como uma medida tapa-buraco, compraram os dois pré-dreadnoughts USS Mississippi e USS Idaho dos Estados Unidos, que foram renomeados para Kilkis e Lemnos. Kerr criticou essa compra afirmando que esses navios eram "completamente inúteis para guerra", vindos com um preço que poderia ter sido pago por um dreadnought novo.

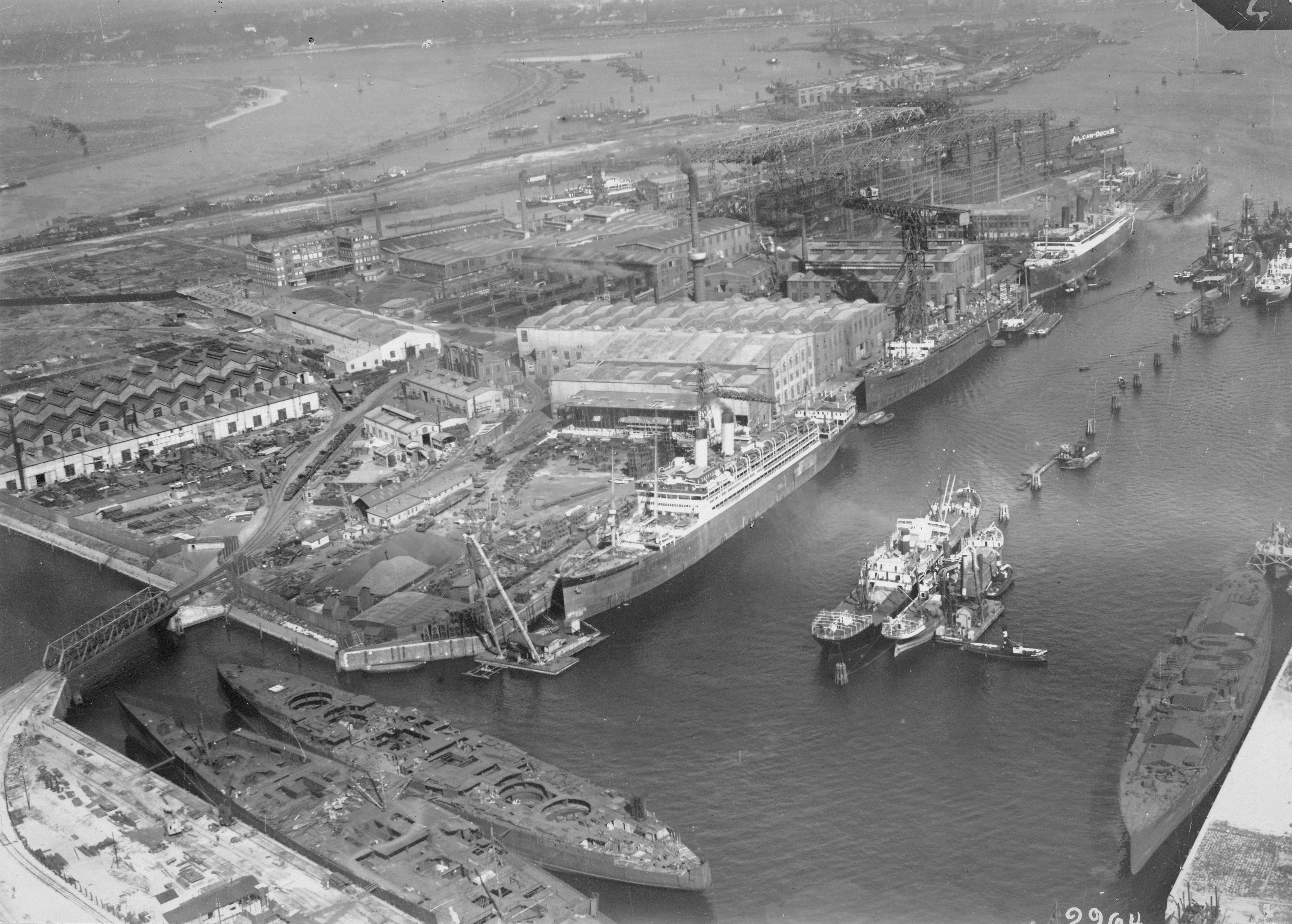
O porto de Hamburgo depois da guerra. O incompleto Salamis (canto inferior direito) está junto com os também incompletos cruzador de batalha Prinz Eitel Friedrich e couraçado Württemberg

O início da Primeira Guerra Mundial em julho de 1914 alterou drasticamente a situação, pois o governo britânico declarou um bloqueio naval da Alemanha. Isto impedia que as armas do navio fossem entregues, porém o casco mesmo assim foi lançado ao mar em 11 de novembro de 1914. As obras foram paralisadas em 31 de dezembro já que não havia possibilidade de armar a embarcação. Além disso, escassez de trabalhadores e o redirecionamento da produção de aço para as necessidades do Exército Imperial Alemão significaram que projetos menos críticos não poderiam ser finalizados, especialmente já que outros navios de guerra estavam mais próximos de serem completados e poderiam ser colocados em serviço mais rapidamente. Nesse momento a Grécia tinha pagado apenas 450 mil libras esterlinas para a AG Vulcan. A Bethlehem se recusou a entregar as armas aos gregos e assim os canhões de 356 milímetros foram vendidos para os britânicos, que os usaram para armar os monitores da Classe Abercrombie.
Não se sabe ao certo o que ocorreu com o casco durante a guerra. Um relatório pós-guerra da revista Proceedings of the United States Naval Institute afirmou que ele foi rebocado para Kiel, onde foi usado como alojamento flutuante. O historiador René Greger, por outro lado, afirmou que o Salamis nunca deixou Hamburgo. Alguns observadores contemporâneos acreditavam que o couraçado tinha sido finalizado para uso da Marinha Imperial Alemã, com o almirante britânico sir John Jellicoe, o comandante da Grande Frota, tendo recebido relatórios de inteligência dizendo que a embarcação talvez estivesse em serviço em 1916. Outros observadores, como Barnett, salientaram a dificuldade que a Marinha Imperial Alemã teria para rearmar o Salamis com armas alemãs, dado ao fato que a Alemanha não tinha nenhum projeto para canhões ou torres de 356 milímetros. Ele considerou essa suposição de que o navio tinha sido colocado em serviço como "duvidosa". Sua avaliação provou-se correta, já que seria necessário uma reconstrução substancial das estruturas das barbetas para que acomodassem armas alemãs. Como canhões navais não eram facilmente acessíveis devido às necessidades do Exército Imperial Alemão, trabalhos foram direcionados para navios ainda em construção, como o cruzador de batalha SMS Hindenburg. Os britânicos perceberam que esses rumores eram falsos quando o couraçado não apareceu na Batalha da Jutlândia em maio–junho de 1916.
Independentemente do que ocorreu com o navio da guerra, a Proceedings comentou em 1920 que era "improvável" que a construção do Salamis fosse retomada. A Marinha Real Helênica se recusou a aceitar um casco incompleto e consequentemente a AG Vulcan processou o governo grego em 1923. Uma longa arbitração se seguiu. A Marinha Real argumentou que o navio, que tinha sido projetado em 1912, era agora obsoleto e que sob os termos do Tratado de Versalhes ele de qualquer forma não poderia ser armado por um estaleiro alemão. Os gregos pediam que a AG Vulcan devolvesse os pagamentos adiantados feitos antes da paralisação das obras. A disputa foi parar diante do Tribunal Arbitral Misto Greco-Alemão, estabelecido sob o Artigo 304 do Tratado de Versalhes, com o processo se arrastando pelo decorrer da década de 1920. Um almirante holandês foi nomeado pelo tribunal em 1924 para avaliar as reclamações gregas e ele acabou ficando do lado da AG Vulcan, possivelmente em parte pelas inquisições gregas ao estaleiro mais cedo naquele mesmo ano sobre a possibilidade de modernizar o projeto. A resposta do estaleiro não satisfez os gregos e essa proposta foi abandonada.
O iminente recomissionamento em 1928 do cruzador de batalha turco Yavuz Sultan Selim fez a Grécia reconsiderar uma oferta da AG Vulcan a fim de chegarem a um acordo, com uma das opções sendo completar e modernizar o Salamis. O custo seria absorvido pelas reparações de guerra que a Alemanha devia à Grécia nos anos de 1928 até 1930 e parte de 1931. O almirante grego Periklis Argiropoulos, o Ministro da Marinha, queria aceitar a oferta, destacando um relatório feito pelo Estado-Maior Geral que demonstrava que um Salamis modernizado seria capaz de derrotar o Yavuz Sultan Selim, pois o navio grego possuiria uma blindagem mais espessa e um armamento mais poderoso que a embarcação turca. O arquiteto naval britânico Eustace Tennyson d'Eyncourt emitiu um estudo apoiando Argiropoulos, destacando que o Salamis seria provavelmente mais rápido e teria uma bateria antiaérea mais robusta. O comandante Andreas Kolialexis era contra a ideia, escrevendo um memorando em meados de 1929 a Venizélos, que era novamente o primeiro-ministro, argumentando que finalizar o Salamis demoraria muito tempo e que uma frota armada com torpedos, incluindo submarinos, seria preferível.
Venizélos determinou que o custo de finalizar o Salamis seria muito alto, pois também seria necessário a aquisição de contratorpedeiros e uma poderosa aviação naval. Em vez disso, o Kilkis e Lemnos seriam mantidos para servirem de defesa litorânea contra o Yavuz Sultan Selim. Esta decisão foi reforçada pelo início da Grande Depressão no mesmo ano, o que enfraqueceu a já combalida economia grega. A arbitração determinou em 23 de abril de 1932 que o governo grego devia trinta mil libras para a AG Vulcan e que o estaleiro ficaria com o casco. O navio foi desmontado em Bremen no mesmo ano. O Vasilefs Konstantinos, o outro dreadnought grego, teve um destino semelhante. Suas obras também tinham sido paralisadas em decorrência do início da guerra em 1914 e depois disso o governo grego também se recusou a pagar pelo navio inacabado.

### Citações
1. ↑  Langensiepen & Güleryüz 1995, pp. 8–10.
2. ↑  Friedman 2015, p. 157.
3. ↑  Friedman 2015, pp. 157–158.
4. ↑  Mach 1985, p. 385.
5. ↑  Sondhaus 2001, p. 218.
6. ↑  Langensiepen & Güleryüz 1995, pp. 16–17.
7. ↑  Fotakis 2005, p. 24.
8. ↑  Halpern 1971, p. 324.
9. ↑  Fotakis 2005, pp. 35–36.
10. 1 2  Fotakis 2005, p. 36.
11. ↑  Fotakis 2005, p. 158.
12. ↑  Halpern 1971, pp. 324–325.
13. ↑  Fotakis 2005, p. 37.
14. 1 2  Fotakis 2005, pp. 37–38.
15. ↑  Halpern 1971, pp. 326–327.
16. 1 2 3 4 5 6 7 8 9 10 11 12 13 14  Mach 1985, p. 384.
17. 1 2 3  Fotakis 2005, p. 40.
18. ↑  Halpern 1971, p. 327.
19. ↑  Halpern 1971, pp. 330–332.
20. 1 2 3  Fotakis 2005, p. 41.
21. ↑  Barnett 1915, p. 252.
22. ↑   «Battleship Salamis». American Society of Naval Engineers. Journal of the American Society of Naval Engineers. 25 (4): 776. 1913. ISSN 0099-7056
23. 1 2  Sondhaus 2001, p. 220.
24. ↑  Halpern 1971, pp. 334–338.
25. ↑  Gardiner & Gray 1985, pp. 21–31, 144–149, 197–198, 303.
26. ↑  Friedman 2011, pp. 47–48.
27. ↑  Friedman 2011, pp. 180–181.
28. ↑  Friedman 2011, p. 88.
29. ↑  Preston 1972, p. 166.
30. ↑  Halpern 1971, pp. 339–341.
31. ↑  Topliss 1988, p. 284.
32. ↑   Hough 1966, pp. 71–79
33. ↑  Hough 1966, pp. 79, 84.
34. ↑  Halpern 1971, p. 352.
35. 1 2  Warren 2007, p. 160.
36. ↑  Weir 1992, pp. 128–130.
37. 1 2  Underwood 1920, p. 1501.
38. ↑  Greger 1993, p. 250.
39. 1 2  Jellicoe 1966, p. 425.
40. ↑  Barnett 1915, p. 251.
41. ↑  Anderson & Darnell 1945, p. 170.
42. ↑  Fotakis 2010, pp. 4–5.
43. ↑  Fotakis 2010, pp. 21–22.
44. ↑  Fotakis 2010, pp. 23, 26.